# Kidlat Tahimik
Kidlat Tahimik (éclair silencieux en philippin), pseudonyme d'Eric Oteyza de Guia (né le 3 octobre 1942 à Baguio) est un réalisateur philippin.

## Biographie
Né à Baguio, il étudie à l'Université des Philippines Diliman, puis à la Wharton School de l'université de Pennsylvanie. 
De 1968 à 1972, il travaille pour l'OCDE à Paris.
En 1974, il a le rôle d'Hombrecito dans le film L'Énigme de Kaspar Hauser de Werner Herzog.

## Filmographie

### Cinéma
- 1977 : Perfumed Nightmare
- 1982 : Who Invented the Yoyo? Who Invented the Moon Buggy?
- 1983 : Turumba
- 1991 : Takedera Mon Amour: Diary of a Bamboo Connection
- 1994 : Why Is Yellow the Middle of the Rainbow? (avec Kidlat Gottlieb Kalayaan ; autre titre : I Am Furious... Yellow)
- 2015 : BalikBayan #1: Memories of Overdevelopment (Redux III, 2015; Redux VI, 2017)
- 2018 : Lakbayan (segment: "Kabayan’s Journey to Liwanang", 2018)

## Récompenses
- Prix de la culture asiatique de Fukuoka 2012[2]
- Prix du Prince Claus[3]